# Liban du Sud
Pour l’article homonyme, voir Gouvernorat du Sud.

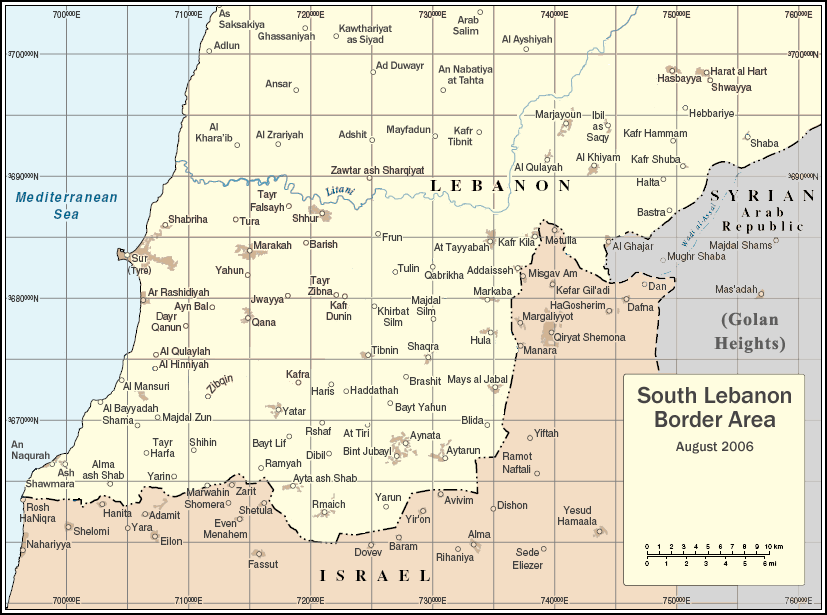
Carte des Nations unies du Liban du Sud (août 2006).

On appelle Liban du Sud, ou Sud-Liban, la zone géographique du Liban s'étendant depuis la frontière israélienne au sud jusqu'à la rivière Awali au nord et bordée à l'est par la frontière syrienne. Administrativement, l'ensemble correspond à deux gouvernorats libanais : le gouvernorat du Sud et celui de Nabatiyeh. L'expression Sud-Liban est un anglicisme (South[ern] Lebanon).

## Géopolitique
Cette région se distingue du reste du pays en raison de son importance dans les conflits israélo-arabe et israélo-palestinien. Lors de la guerre israélo-arabe de 1948-1949, elle est envahie par l'armée israélienne lors de l'opération Hiram. Dans les années 1970, après les événements du Septembre noir, elle est contrôlée par les groupes palestiniens pour servir de base à leurs attaques contre Israël. Elle est alors surnommée Fatahland. À la suite de l'intervention militaire israélienne au Liban de 1982, elle est occupée par Israël jusqu'en juin 2000. Au cours de l'occupation, les combats et une politique d'expulsion délibérée ont fait passer le nombre des habitants de la région de 800 000 à 70 000. Elle est ensuite dominée politiquement et militairement par le Hezbollah qui en a fait son bastion et qui lance depuis celle-ci des attaques sporadiques contre Israël. En juillet 2006, Israël pénètre dans la zone une trentaine de jours puis s'en retire.
Depuis 2006, la zone est surveillée par la FINUL, chargée de s'interposer entre Israéliens et Libanais, et de faire respecter la résolution 1701 du Conseil de sécurité des Nations unies.
En octobre 2010, le président iranien Mahmoud Ahmadinejad s'est rendu au Liban du Sud. C’était sa première visite au Liban depuis qu'il a pris ses fonctions à Téhéran en 2005. Israël et les États-Unis ont condamné cette visite comme étant une « provocation ». Ahmadinejad a été accueilli par des dizaines de milliers de partisans du Hezbollah, l'allié musulman chiite de l'Iran au Liban, qui a été qualifié d'organisation terroriste en partie ou en totalité par une grande partie de l'Amérique du Sud, l'UE, la Ligue arabe, les États-Unis et Israël. Et ce, malgré sa participation au gouvernement fragile du Liban.

## Population
Le Liban du Sud est majoritairement chiite mais comprend aussi des populations chrétiennes, sunnites et druzes. Les principales villes sont Nabatieh, Saida (Sidon), Sour (Tyr) et Jezzine.

## Économie
Les activités agricoles sont essentielles. La situation économique est particulièrement difficile notamment du fait des années de guerre et d'occupation israélienne[réf. nécessaire].

## Sites archéologiques
- Sites de la ville de Saida
- Sites de la ville de Tyr
- Temple d'Eshmoun
- Toron des chevaliers
- Forteresse de Beaufort

## Localités
- Al Kolailé
- Ain Ebel
- Ain Kana
- Ain
- Aitaroun
- Hebarieh
- Baraachit
- Bint-Jbeil
- Borj el-Chemali
- Bteddine El Loqch
- Chebaa
- Chaqra
- Deir Ntar
- Doueir
- Hasbaya
- Ibl Saqi
- Jouaya
- Jezzine
- Kafra
- Kfarchouba
- Kfarhamam
- Kfarhouna
- Kfarrouman
- Khiam
- Marjayoun
- Maroun al-Ras
- Meiss El Jabal
- Nabatieh
- Naqoura (ou Nakoura)
- Niha
- Oum el Ahmad
- Qlayaa
- Qana
- Rmeish
- Sidon ou Saida
- Sour (Tyr)
- Srifa
- Tebnine ou Tibnin ou Tibneen (l'ancienne Toron des Croisades)
- Yaroun

## Districts (Cazas)
Ci-dessous la liste des districts qui couvrent la region géographique du Sud du Liban :
| Gouvernorat du Liban-Sud : - District de Sidon (ou district de Saïda) - District de Jezzine - District de Tyr (ou district de Sour) | Gouvernorat de Nabatieh : - District de Nabatieh - District de Marjayoun - District de Bint-Jbeil - District de Hasbaya |